# Hamearis fulva
Hamearis fulva är en fjärilsart som beskrevs av Ludwig Osthelder 1925. Hamearis fulva ingår i släktet Hamearis och familjen Riodinidae. Inga underarter finns listade i Catalogue of Life.